# Barry Manilow
Barry Manilow, nato Barry Alan Pincus (New York, 17 giugno 1943), è un cantante statunitense.

## Biografia
È conosciuto grazie a successi come Mandy, che nel 1975 arriva prima nella Billboard Hot 100, Can't Smile Without You, I Write the Songs, che nel 1976 arriva prima nella Billboard Hot 100 e vince il Grammy Award alla canzone dell'anno, e Copacabana (At the Copa) e Could It Be Magic del 1973 derivata dal Preludio in do minore, opus 28, numero 20 di Chopin. Ha venduto più di 75 milioni di copie dovunque nel mondo. Nel 1986 ha pubblicato un singolo in italiano Amare chi se manchi tu (Who Needs to Dream), mentre nel 1987 ha duettato insieme a Kid Creole in Hey Mambo.
Nell'aprile del 2017 dichiara pubblicamente la propria omosessualità. Dal 2014 era sposato con il produttore Garry Kief, ma il matrimonio era stato tenuto segreto.

## Discografia

### Album

#### Album studio
- Barry Manilow I (1973)
- Barry Manilow II (1974)
- Trobadour (1975)
- Tryin' to Get the Feeling (1975)
- This One's for You (1976)
- Even Now (1978)
- One Voice (1979)
- Barry (1980)
- If I Should Love Again (1981)
- Here Comes the Night (1982)
- 2:00 AM Paradise Cafe (1984)
- Copacabana: The Original Motion Picture Soundtrack Album (1985)
- Manilow (1985)
- Barry Manilow ESPECIAL (1985)
- Amare Chi Se Manchi Tu (Who Needs To Dream) (1986)
- Grandes Exitos en Españhol (1986)
- Swing Street (1987)
- Barry Manilow (1989)
- Eolia/Love Songs (1990)
- Because It's Christmas (1990)
- Showstoppers (1991)
- The Complete Collection and Then Some... (1992)
- Copacabana: Original London Cast Recording (1994)
- Singin' with the Big Bands (1994)
- From Manilow to Mexico (1995)
- Summer of '78 (1996)
- Manilow Talks (1998)
- Manilow Sings Sinatra (1998)
- Here at the Mayflower (2001)
- A Christmas Gift of Love (2002)
- Scores (2004)
- The Greatest Songs of the Fifties (2006)
- The Greatest Songs of the Sixties (2006)
- The Greatest Songs of the Seventies (2007)
- The Greatest Songs of the Eighties (2008)
- The greatest love songs of all time (2010)
- My Dream Duets (2015)

#### Live
- Barry Manilow Live (1977) - prima posizione nella Billboard 200 (4 dischi di platino) e quinta in Nuova Zelanda
- Barry Live in Britain (1982)
- Live on Broadway (1990) - US #196, UK #19
- 2 Nights Live! (2004)

#### Raccolte
- Greatest Hits (1978)
- Greatest Hits Vol. II (1983)
- The Manilow Collection - 20 Classic Hits (1985)
- The Songs 1975-1990 (1990)
- The Complete Collection and Then Some... (1992)
- Greatest Hits: The Platinum Collection (1993)
- Ultimate Manilow (2002)
- The Essential Barry Manilow (2005)

#### Colonne sonore
- Foul Play (1978)
- Thumbelina (1994)
- The Pebble and the Penguin (1995)

## Filmografia

### Televisione
- Ally McBeal - serie TV, 2 episodi (2001-2002)
- Will & Grace - serie TV, episodio 6x10 (2003)

## Doppiatori italiani
Nelle versioni in italiano delle opere in cui ha recitato, Barry Manilow è stato doppiato da:
- Bruno Slaviero in Ally McBeal